# Vroege ereprijs
Vroege ereprijs (Veronica praecox) is een eenjarige plant, die behoort tot de weegbreefamilie (Plantaginaceae). De soort staat op de Nederlandse Rode lijst van planten als zeer zeldzaam en zeer sterk in aantal afgenomen en komt in Nederland alleen nog voor langs de Gelderse IJssel. Deze plant is in Nederland wettelijk beschermd sinds 1 januari 2017 door de Wet Natuurbescherming.
De plant komt van nature voor in de warmere gebieden van Midden-Europa en Zuid-Rusland.
De plant wordt 2-25 cm hoog en bloeit van april tot juni met azuur- tot helderblauwe, 4-6 mm grote bloemen. De plant is dicht behaard en bovenaan komen ook klierharen voor. De omhoogstaande stengels zijn onderaan vertakt. De bladeren zijn rondovaal tot driehoekig. De onderste bladeren zijn gesteeld. De bloemen zitten in de oksels van de bladeren. De bloeiwijze is een losbloemige aar. De bloemen hebben een heel korte kroonbuis en een zoom, die vrijwel vlak is en uit vier kroonslippen bestaat, waarvan de onderste de kleinste is terwijl de drie andere ongeveer even groot zijn. Een bloem heeft twee meeldraden. Ook is er een honingmerk te herkennen. De bloemkroon valt na de bloei af, waarna de kelkbladen achterblijven en tegen de vrucht aan gaan liggen. De kelkslippen zijn aan de voet niet hartvormig.
De vrucht is een rondachtige, opgezwollen doosvrucht, die langer dan breed is en iets ingesneden. De rechtopstaande vruchtstelen zijn iets langer dan de vruchtkelk. De zaden zijn geelachtig tot roodbruin.
Vroege ereprijs komt voor op droge, kalkhoudende landbouwgrond en tussen het gras van rivierduintjes.

## Namen in andere talen
- Duits: Früher Ehrenpreis
- Engels: Breckland Speedwell
- Frans: Véronique précoce